# Lista de rainhas de Navarra
Esta é uma lista de rainhas de Navarra; quase todas foram consortes de seus maridos, mas aquelas que governaram de facto vão indicadas a cheio.
| De   | Até  | Nome                        | Casa originária           | Esposa de                              |
| ---- | ---- | --------------------------- | ------------------------- | -------------------------------------- |
|      |      |                             |                           | Íñigo Arista de Pamplona               |
| 851  |      | Urraca                      |                           | Garcia Íñiguez de Pamplona             |
|      |      | Leodegundia de Leão         | Leão                      | Garcia Íñiguez de Pamplona             |
| 880  |      | Auria ibn Lopo ibn Musa     |                           | Fortunio Garcês                        |
| 905  | 925  | Toda Aznares                | Aragão                    | Sancho Garcês I de Pamplona            |
| 926  |      | Andregoto Galindez          | Aragão                    | Garcia Sanches I de Pamplona           |
|      |      | Teresa Ramires              | Leão                      | Garcia Sanches I de Pamplona           |
| 962  | 994  | Urraca Fernandes de Castela | Castela                   | Sancho Garcês II de Pamplona           |
| 994  | 1000 | Jimena Fernandes            |                           | Garcia Sanches II de Pamplona          |
| 1010 | 1035 | Munia Maior de Castela      | Castela                   | Sancho Garcês III de Pamplona          |
| 1038 | 1054 | Estefânia de Foix           | Foix                      | Garcia Sanchez III de Pamplona         |
| 1054 | 1076 | Placencia                   |                           | Sancho Garcês IV de Pamplona           |
| 1076 | 1094 | Felícia de Roucy            |                           | Sancho I de Aragão                     |
| 1094 | 1097 | Inês da Aquitânia           | Aquitânia                 | Pedro I de Aragão                      |
| 1097 | 1104 | Berta                       |                           | Pedro I de Aragão                      |
| 1104 | 1134 | Urraca I de Leão e Castela  | Navarra (Leão-Castela)    | Afonso I de Aragão                     |
| 1134 | 1141 | Margarida de l'Aigle        |                           | Garcia Ramires de Pamplona             |
| 1144 | 1150 | Urraca Afonso, a Asturiana  | Borgonha (Leão-Castela)   | Garcia Ramires de Pamplona             |
| 1153 | 1179 | Sancha de Castela           | Borgonha (Leão-Castela)   | Sancho VI de Navarra                   |
| 1194 | ?    | Constança de Toulouse       | Toulouse                  | Sancho VII de Navarra                  |
| 1234 | 1253 | Margarida de Bourbon        |                           | Teobaldo I de Navarra                  |
| 1255 | 1270 | Isabel de França            | Capetos                   | Teobaldo II de Navarra                 |
| 1270 | 1274 | Branca de Artois            | Artois                    | Henrique I de Navarra                  |
| 1274 | 1305 | Joana I de Navarra          | Champanhe (Navarra)       | Filipe I de Navarra (IV de França)     |
| 1305 | 1315 | Margarida da Borgonha       | Borgonha (ducal)          | Luís I de Navarra (X de França)        |
| 1315 | 1316 | Clemência da Hungria        | Anjou (Hungria)           | Luís I de Navarra (X de França)        |
| 1316 | 1322 | Joana da Borgonha           | Borgonha (Franco Condado) | Filipe II de Navarra (V de França)     |
| 1322 |      | Branca da Borgonha          | Borgonha (Franco Condado) | Carlos I de Navarra (IV de França)     |
| 1322 | 1325 | Maria do Luxemburgo         | Luxemburgo (Alemanha)     | Carlos I de Navarra (IV de França)     |
| 1325 | 1328 | Joana de Évreux             | Évreux                    | Carlos I de Navarra (IV de França)     |
| 1328 | 1349 | Joana II de Navarra         | Capetos (Navarra)         | Filipe III de Navarra                  |
| 1352 | 1373 | Joana de Valois             | Valois (França)           | Carlos II de Navarra                   |
| 1387 | 1416 | Leonor de Castela           | Trastâmara (Castela)      | Carlos III de Navarra                  |
| 1425 | 1441 | Branca I de Navarra         | Évreux (Navarra)          | João II de Navarra e Aragão            |
| 1447 | 1468 | Joana Henriques             |                           | João II de Navarra e Aragão            |
| 1476 | 1475 | Leonor de Navarra           | Trastâmara (Aragão)       | Gastão IV, Conde de Foix               |
| 1483 | 1512 | Catarina de Foix            | Foix (Navarra)            | João III de Navarra                    |
| 1527 | 1549 | Margarida de Angoulême      | Valois                    | Henrique II de Navarra                 |
| 1555 | 1572 | Joana III de Navarra        | Albret (Navarra)          | António de Bourbon, Duque de Vendôme   |
| 1572 | 1599 | Margarida de Valois         | Valois-Angoulême          | Henrique III de Navarra (IV de França) |
| 1600 | 1610 | Maria de Médici             | Médici                    | Henrique III de Navarra (IV de França) |
| 1610 | 1620 | Ana de Áustria              | Habsburgos (Espanha)      | Luís II de Navarra (XIII de França)    |